# Friedrich Wilhelm Roetig
Friedrich Wilhelm Roetig auch Rötig oder Rettig genannt (* 28. Mai 1782 in Hachenburg; † 30. Juni 1861 ebenda) war ein deutscher Uhrmacher, Instrumentenbauer  und Optiker.

## Leben
Friedrich Wilhelm Roetig wurde am 28. Mai 1782 in Hachenburg als Sohn des Uhrmachers Johann Anton Roetig und der Frau Magdalena, geborene Manderscheid, geboren. Auch er war als Uhrmacher und dazu auch Optiker tätig, eine Berufskombination, die im 19. Jh. häufig anzutreffend war.
Er heiratete am 31. Juli 1810 Maria Magdalene Lorsbach, sie hatten 5 Kinder.
Friedrich Wilhelm Roetig starb am 30. Juni 1861 in seiner Heimatstadt im Alter von 79 Jahren.
Sein Sohn Friedrich Emil geb. 14. März 1814 war ebenfalls Uhrmacher, beschäftigte sich mit Kleinuhren und setzte damit die Tradition der Familie fort.

## Werk
Friedrich Wilhelm war ein vielseitig gebildeter, geschickter Uhrmacher. Er beschäftigte sich unter anderem auch viel mit Optik, schliff selbst die Linsen und konstruierte große Fernrohre auf Stativen. Er verbesserte das Harmonium und vollendete das erste Knieharmonium nach eigener Idee im Jahre 1830, von dem ein Torso im Landschaftsmuseum Westerwald aufbewahrt wurde.

### „Roetig-Uhr“
Eine Besonderheit seines handwerklichen Könnens stellt die doppelseitige Fensteruhr dar, die er 1805 in Hachenburg für sein Wohnhaus am Markt fertigte, das gleichzeitig auch seine Werkstatt beherbergte.
Die Uhr ist eine 133 cm lange Präzisionspendeluhr, sogn. Freischwinger mit federgetriebenen Achttagewerk, Messingplatinen und Scherenhemmung. Sie hat beidseitig ein Zifferblatt. Auf der einen Seite sind die Zeiger für Stunde, Minute und Zentralzeiger für die Sekunde, auf der anderen Seite sind nur die Zeiger für die Stunde und Minute. Das Pendel ist in Schneiden gelagert mit der Pendelkompensation nach John Ellicott. Das runde Werkgehäuse mit den Zifferblättern bildet die Linse des Pendels. Das kostbare Schnitzwerk mit dreistufigem Fächerornament, das die Fensternische umgibt, in der sich diese Uhr befindet, wurde um 1900 gefertigt.
1992 wurde die Uhr zur Handwerkerausstellung nach Koblenz ausgeliehen.
Die Roetig-Uhr gilt aufgrund ihrer Ausführung und Entstehungszeit als weltweit einmalig und steht als Technisches Denkmal unter Denkmalschutz. Heute gilt sie als ein Wahrzeichen der Stadt Hachenburg und ein Denkmal für die traditionsreiche Uhrmacher- und Handwerkerkunst.